# Беттен, Жоэль
Жоэ́ль Бетте́н (фр. Joël Bettin; род. 14 декабря 1966, Мелён) — французский гребец-каноист, выступал за сборную Франции в конце 1980-х — начале 1990-х годов. Бронзовый призёр летних Олимпийских игр в Сеуле, серебряный и бронзовый призёр чемпионатов мира, победитель регат национального и международного значения.

## Биография
Жоэль Беттен родился 6 июля 1959 года в городе Мелён, департамент Сена и Марна. Активно заниматься греблей начал в раннем детстве, проходил подготовку в спортивном клубе «Десизе».
Первого серьёзного успеха на взрослом международном уровне добился в 1988 году, когда попал в основной состав французской национальной сборной и благодаря череде удачных выступлений удостоился права защищать честь страны на летних Олимпийских играх в Сеуле. Вместе с напарником Филиппом Рено завоевал здесь бронзовую медаль в программе двухместных экипажей на пятистах метрах, уступив в финале лишь командам из СССР и Польши.
После сеульской Олимпиады Беттен остался в основном составе национальной сборной Франции и продолжил принимать участие в крупнейших международных регатах. Так, в 1989 году он побывал на чемпионате мира в болгарском Пловдиве, откуда привёз две награды бронзового достоинства, выигранные на пятистах метрах среди двоек и среди четвёрок. В сезоне 1991 года с тем же Рено представлял страну на домашнем мировом первенстве в Париже, в четвёрках на полукилометровой дистанции взял здесь серебро, пропустив вперёд только экипаж из Советского Союза. Вскоре после этих соревнований принял решение завершить карьеру профессионального спортсмена.